# 普莱克豪森
普莱克豪森是德国莱茵兰-普法尔茨州的一个市镇。总面积1.99平方公里，总人口791人，其中男性394人，女性397人（2011年12月31日），人口密度397人/平方公里。